# Gérard Janvion
Gérard Janvion (Fort-de-France, 21 agosto 1953) è un allenatore di calcio ed ex calciatore francese, di ruolo difensore.

## Carriera

### Giocatore

#### Club

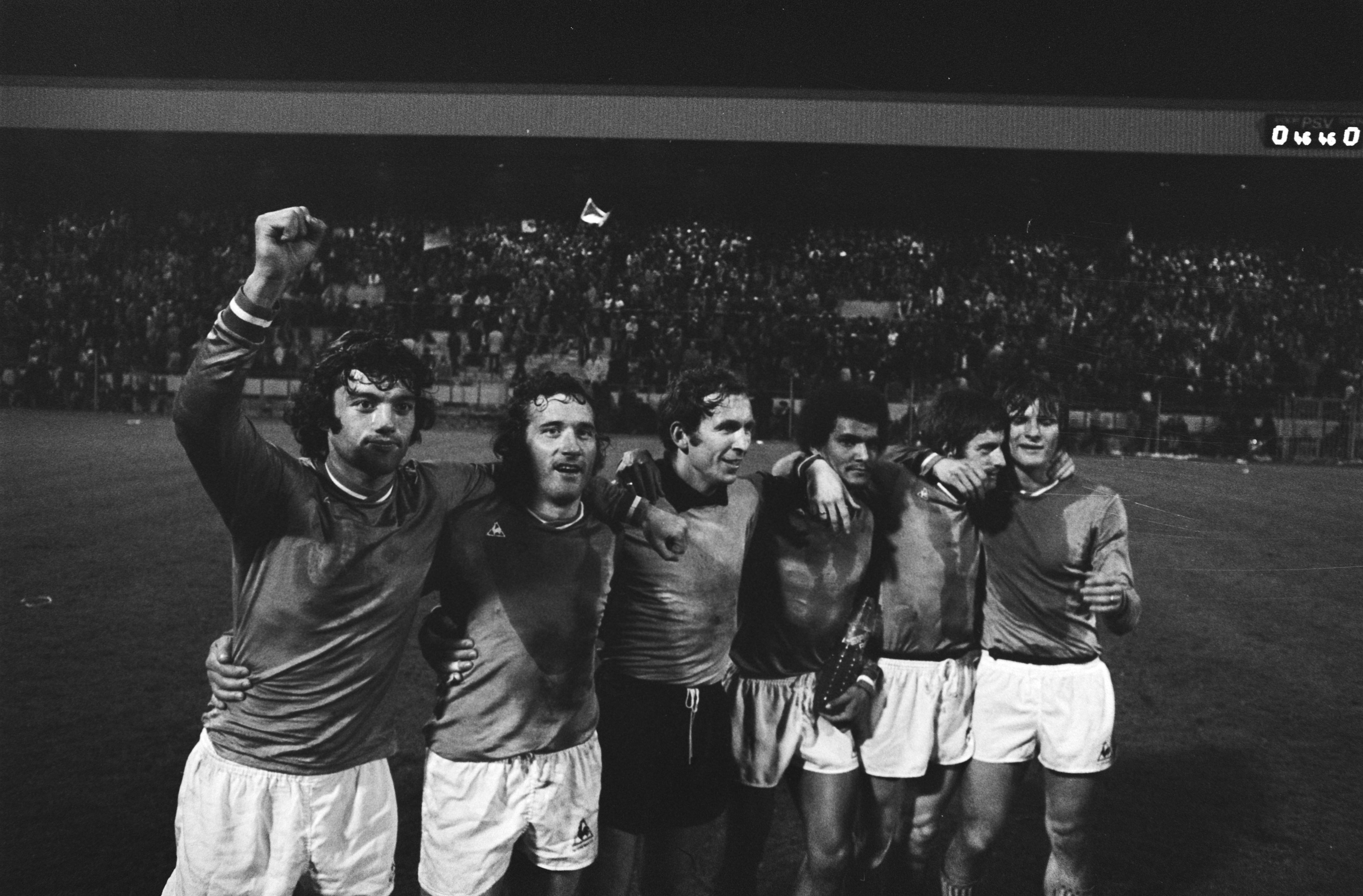
Janvion (terzo da destra) festeggia, con i compagni del Saint-Étienne, il raggiungimento della finale di Coppa dei Campioni nel 1976.

Cominciò la propria carriera di calciatore nella formazione del CS Case-Pilote nella propria isola natale della Martinica all'inizio degli anni settanta, e nel 1972 passò al professionismo, dopo essere stato ingaggiato dal Saint-Étienne. Inizialmente venne impiegato come attaccante, ma presto l'allenatore Robert Herbin lo sistemò in squadra nel ruolo di difensore.
Con il Saint-Étienne visse il periodo più importante della carriera, 11 anni, tra il 1972 e il 1983, vincendo quattro campionati francesi e tre Coppe di Francia, e arrivando alla finale di Coppa dei Campioni, perduta 1-0 contro il Bayern Monaco, nella stagione 1975-1976.

#### Nazionale
Esordì nella nazionale francese il 12 ottobre 1975 a Lipsia nell'incontro con la Germania Est, valevole per le qualificazioni al campionato d'Europa 1976 in Jugoslavia, perso 2-1.
Fu tra i protagonisti sia al campionato del mondo 1978 in Argentina sia al campionato del mondo 1982 in Spagna, e complessivamente disputò con la maglia della nazionale 40 partite tra il 1975 e il 1982.

### Dopo il ritiro
Dopo avere passato, nel 1987, la propria ultima stagione nella seconda divisione del campionato francese con il Bèziers, continuò a giocare ancora per alcuni anni in formazioni amatoriali, prima di intraprendere la carriera di allenatore, dirigendo il Saint-Suzanne, una squadra de La Riunione.
Successivamente ritornò in Martinica, dove diresse il club locale dell'Assaut de Saint-Pierre e dove vive tuttora, gestendo una scuola di calcio e svolgendo l'attività di allenatore in seconda della nazionale martinicense.

## Palmarès

### Giocatore

#### Club
- Campionato francese: 4

Saint-Étienne: 1973-1974, 1974-1975, 1975-1976, 1980-1981
- Coppa di Francia: 3

Saint-Étienne: 1973-1974, 1974-1975, 1976-1977